# Lightweight Information Describing Objects
Lightweight Information Describing Objects (LIDO) ist ein XML-Schema zum Austausch und Harvesten von Metadaten von Museums- und Sammlungsobjekten. Gedächtnisinstitutionen nutzen das Schema für den Zugriff auf und das Bereitstellen von Informationen zu Kunstwerken, Messinstrumenten, Fotografien, Architektur(elementen), Gefäßen und mehr.

## Anwendung
Beschreibungen von Museums- oder Sammlungsobjekten (bzw. allgemein Objekten der materiellen Kultur) in digitaler Form setzen sich i. d. R. aus mehreren Aspekten zusammen, mindestens aus der textuellen Erschließungsinformation sowie einem oder mehrerer digitaler Abbilder als Foto oder 3D-Scan. Der Zugang zu diesen Informationen erfolgt über Metadaten, die neben der Objektbeschreibung (etwa Titel oder Herstellungsdatum) auch Informationen über die digitalen Objekte selbst (zum Beispiel wer hat diese wann erzeugt) enthalten. LIDO liefert eine Struktur für diese Angaben und dient Gedächtnisinstitutionen als gemeinsame Grundlage für das Bereitstellen und den Austausch von Daten. LIDO findet beispielsweise Verwendung in der Deutschen Digitalen Bibliothek, Europeana und im Yale Center for British Art an der Yale University.

## Geschichte
Häufig erschließen unterschiedliche Gedächtnisinstitutionen Daten zu ihren Objekten in hauseigenen oder wenig verbreiteten Datenformaten. Diese Heterogenität auf Datenebene erschwert aggregierenden Webportalen wie Europeana, die Informationen aus unterschiedlichen Quellen miteinander vereinen, die Verarbeitung der zugelieferten Metadaten, da für jedes fremde Format ein Crosswalk in das eigene Metadatenschema notwendig ist.
Um den daraus resultierenden Aufwand zu vermeiden bzw. zu verringern, gab es auf internationaler Ebene Bestrebungen, ein gemeinsames XML-Schema für den Austausch von Daten zu Museumsobjekten unterschiedlicher Disziplinen (z. B. Kunstgeschichte, Ethnografie, Medizingeschichte …) zu schaffen, das zugleich den Anforderungen der bereits vorhandenen Schemata CDWA Lite, SPECTRUM XML Schema und museumdat gerecht wurde. Zudem sollte es zu CIDOC CRM kompatibel sein.
LIDO ist das Ergebnis dieser Bestrebungen. Es wurde von unterschiedlichen Akteuren aus dem Museumsbereich entwickelt und findet international Verwendung. Die Vorarbeiten an LIDO begannen 2008, 2010 wurde die Version 1.0 auf der ICOM/CIDOC-Konferenz in Shanghai vorgestellt, 2021 erfolgte die Publikation der Version 1.1. LIDO wird laufend in einer Arbeitsgruppe mit Vertretern aus der deutschen Museumsszene weiterentwickelt, die neben allgemeinen Schemaerweiterungen auch disziplinen- bzw. gattungsspezifische Handbücher vorlegen. Zentrale Elemente der Weiterentwicklung sind die Orientierung des Formates an Ereignissen, die mit der Objektgeschichte verknüpft sind ("events") sowie die Möglichkeit, eindeutige Identifikatoren wie GND, TGN, AAT, LCSH etc. für Informationsbereiche einzubinden.
Die Informationen über LIDO werden von der CIDOC LIDO Working Group des International Committee on Documentation (CIDOC) bereitgestellt.

## Grundlagen
LIDO ist ein XML-Schema und als solches streng hierarchisch. Daten zu einem Objekt werden in Gruppen, sog. sets zusammengefasst, die von einem Wrapper-Element umschlossen werden, z. B.
```
<lido:titleWrap>

    
<lido:titleSet>

        
<lido:appellationValue>
Enten
 
am
 
Waldrand
</lido:appellationValue>

    
</lido:titleSet>

</lido:titleWrap>

```

Insgesamt gliedert sich LIDO in einen deskriptiven Teil über das beschriebene Objekt sowie einen administrativen Teil zum institutionellen Rahmen des Datensatzes.
Die deskriptiven Datenfelder umfassen u. a.:
- Informationen zur Objektklassifikation (Art des Objekts, Gattung, Form, Geschlecht …)
- Informationen zur Objektidentifikation (Titel/Objektname, Inschriften, Maße, Beschreibung des Objekts …)
- Ereignisse aus der Objektgeschichte (Entstehung, Herstellung, Restaurierung, Ankauf, Verlust, beteiligte Personen und Objekte, dazu gehörige Orte …)
- Verbindungen des Objekts zu anderen Entitäten wie Personen oder Gegenständen (Konzepte, beteiligte Personen, Orte …)

Administrative Informationen behandeln z. B.:
- Informationen über Rechte, die mit dem Objekt verknüpft sind
- Informationen über den Datensatz selbst (ID, Art und Herkunft des Datensatzes …)
- Informationen über die digitale Ressource (Link zum Datensatz, verknüpfte Seiten …)

Zudem unterscheidet LIDO zwischen Informationen, die Nutzern auf einer Webseite angezeigt werden sollen ("display elements") sowie Informationen, die die Grundlage für Suche und Retrieval bilden ("index elements").

Zentral für die Modellierung der Objektgeschichte ist das Konzept der mit dem Objekt verknüpften Ereignisse ("events"), das CIDOC CRM entstammt. Hierdurch können neue Erkenntnisse über Objekte oder Personen gewonnen werden:
"This event-centric approach [of CIDOC CRM] makes it possible to map the properties of an object with references to the actors involved, to location, and time more precisely. Thus, it supports the (automatic) uncovering of correlations between originally scattered information and it contributes to the contextualization of objects."
LIDO bietet zudem die Möglichkeit, Informationen mit Normdatensätzen zu verknüpfen. Dies unterstützt wesentlich eine anschließende Publikation als Linked Data und damit die Beteiligung am Semantic Web.

## LIDO Terminologie
LIDO Terminologie ist eine Ergänzung zur LIDO v1.0-Spezifikation. Sie dient hauptsächlich dazu, kontrollierte Typenvokabulare für einzelne LIDO-Elemente und -Attribute zu definieren und sie über einen URI referenzierbar zu machen. Damit ist die LIDO Terminologie dem Linked-Open-Data-Paradigma verpflichtet und bietet eine verbesserte Interoperabilität von LIDO-Daten.

## Verhältnis von LIDO zu CIDOC CRM
Bei CIDOC CRM handelt es sich um eine objektorientierte und erweiterbare Ontologie, die Konzepte und Relationen definiert, die für die Beschreibung von Kulturerbe verwendet werden. Als Ontologie basiert CIDOC CRM auf formaler Logik und ist graphenbasiert.
LIDO ist eine spezifische, XML-basierte Applikation von CIDOC CRM, das für das Harvesting von Metadaten entwickelt wurde. Anders als das CRM ist LIDO ein Schema, das durch sein Format streng hierarchisch angelegt ist. LIDO übernimmt viele Aspekte des Vorgänger-Schemas CDWA Lite, orientiert sich dabei aber stark an CIDOC CRM-Klassen wie beispielsweise E5 Event, E39 Actor, E55 Type.

## Tools
Für die (Weiter-)Verarbeitung von LIDO sind mehrere Tools verfügbar:
- OAICatMuseum, das von OCLC Research entwickelt wurde, ermöglicht die Publikation von Museums- und Sammlungsdaten in den Formaten LIDO und CDWA mithilfe von OAI-PMH.
- LIBIS hat ein LIDO-Profil für das Open-Source-Sammlungsmanagement-System CollectiveAccess entwickelt. Mit seiner Hilfe können Museen Objekte direkt in LIDO katalogisieren. Hierbei ist anzumerken, dass LIDO von seiner Anlage her nicht als Erschließungsformat vorgesehen ist und eher vollwertige Erschließungsformate verwendet werden sollten.[9]
- Für die Erfassung und Publikation von Metadaten zu Sammlungsobjekten liegen folgende Anwendungsprofile als LIDO-Handbücher vor: Band 1: Graphik[10] und Band 2: Malerei und Skulptur[11]

## Vorgängerversion
museumdat ist ein in einem XML-Schema definiertes XML-Austauschformat, mit dem Museen in die Lage versetzt werden, Metadaten über Sammlungsobjekte an Portale weiterzugeben oder untereinander auszutauschen. museumdat wurde im Herbst 2007 auf der Tagung der Fachgruppe Dokumentation im Deutschen Museumsbund vorgestellt. Es ist für die Recherche und die Publikation von Museums-Objekt-Informationen optimiert und verfügt aus diesem Grunde über sowohl Index- als auch Anzeige-Elemente. Von den definierten 23 Elementen sind zur Vereinfachung der Nutzung lediglich drei Elemente Pflichtfelder.
Das Format wurde von einer Arbeitsgruppe in der Fachgruppe Dokumentation des Deutschen Museumsbundes, dem Institut für Museumsforschung und dem Zuse-Institut Berlin entwickelt. An der Weiterentwicklung beteiligt sich das Deutsche Dokumentationszentrum für Kunstgeschichte – Bildarchiv Foto Marburg.